# Tritonus
Tritonus je interval v glasbi ki vsebuje tri cele tone. Uvrščamo ga med disonance ali bolj natančno med zmanjšane in  zvečane intervale. Njegova kvantiteta je 3, njegova kvaliteta pa 4 (zvečan) ali 5 (zmanjšan).

## Definicija
Tritonus v glasbi velja za posebnost, saj edini vsebuje zaporedje treh celih tonov in s tem deli oktavo (zaporedje dvanajstih poltonov) na dva dela.
Tritonus lahko dobimo na dva načina, zato je znan še pod dvema drugima imenoma. En način je da interval čista kvarta (č4) razširimo za pol tona ter tako dobimo interval zvečana kvarta (zv 4), ki vsebuje tri tone in s tem po obsegu odgovarja tritonusu. V tem primeru tritonus ali zv4 prištevamo med zvečane intervale.
Drug način je, da interval čista kvinta (č5) zožimo za pol tona in dobimo zmanjšano kvinto (zm5), ki prav tako vsebuje tri cele tone in je še eno od imen za tritonus. V tem primeru pa tritonus prištevamo k zmanjšanim intervalom.
Tritonus v glasbi razvrstimo med intervale in še naprej med disonance. Disonance so intervali, ki zvenijo ostro in poslušalcu neprijetno ter v glasbi predstavljajo nestabilno kvaliteto zvoka.

## Zgodovina
Ni natanko znano, kdaj se je tritonus v glasbi prvič pojavil, vendar je bil to v začetku dokaj nepriljubljen interval. V začetku 18. stoletja so prvič prepovedali njegovo uporabo v glasbi. Večkrat so ga imenovali »vrag v glasbi«, ker naj bi zvenel tako neprijetno. V stari glasbi ni tritonus torej prisoten skoraj nikjer.
Njegova uporaba je postala dovoljena šele v obdobju baroka in klasicizma, pa še takrat je bil interval uporabljen dokaj poredkoma in le za izražanje napetosti ali zla v glasbi. Skladatelj Liszt je tritonus na primer uporabil za upodobitev pekla v eni svojih sonat.
Z nastopom obdobja romantike in modernega klasicizma, pa se je tritonus končno otresel vseh predsodkov preteklosti in glasbeniki so ga pričeli uporabljati prosto in brez omejitev.
Danes je tritonus pogosto prisoten v jazzu in njemu podobnih improvizacijah.